# Еремеева, Татьяна Александровна
Татья́на Алекса́ндровна Ереме́ева (настоящая фамилия — Битрих; 4 июля 1913, Архангельск — 28 ноября 2012, Москва) — советская и российская актриса театра и кино, заслуженная артистка РСФСР (1949), народная артистка РСФСР (1972).

## Биография
Татьяна Еремеева родилась 4 июля 1913 года в Архангельске.
В 1930 году окончила студию Театра рабочей молодёжи в Архангельске.
- В 1931—1932 — артистка Севастопольского театра им. А. Луначарского,
- В 1932—1933 — Могилёвского театра русской драмы,
- В 1933—1934 — Рязанского театра,
- В 1934—1935 — в театре г. Великий Устюг,
- В 1935—1936 — в театре русской драмы г. Белорецка,
- В 1937—1944 — в Тамбовском театре им. А. Луначарского.

В 1944 году из Тамбова играть на сцене Малого театра она была приглашена Константином Зубовым.
Автор автобиографической книги «В мире театра» (изд. «Искусство», 1984), а также книги воспоминаний «Игорю Ильинскому — артисту и человеку» (изд. «Лазурь», 2001) и романа «Ожидание» (изд. «Лазурь», 2008)
Скончалась на 100-м году жизни 28 ноября 2012 года в Москве. Похоронена рядом с мужем на Новодевичьем кладбище.

### Семья
- Отец Татьяны Еремеевой, учёный-дендролог Александр Битрих, в 1929 г. был репрессирован (реабилитирован в 1959 г.)[4]
- Еремеевы — фамилия близких друзей семьи Битрих по Архангельску. Глава семьи, Н. А. Еремеев, руководил промысловым флотом, затем занимал различные должности в Главном управлении Северного морского пути. При переезде в Москву Т. А. Битрих официально взяла фамилию «Еремеева», возможно, по причинам, связанным с судьбой её отца[5]. Еремеевы любили театр и, бывало, брали с собой на спектакли маленькую Таню, которая со временем стала неравнодушной к этому виду искусства; в честь соседей она впоследствии и взяла фамилию "Еремеева".
- Татьяна Еремеева была супругой народного артиста СССР Игоря Ильинского (1901—1987). Познакомились они ещё во время репетиций первого совместного спектакля «Двенадцатая ночь» Шекспира, а официально оформили свои отношения в 1950 году[2].
- Сын — журналист, радиоведущий Владимир Игоревич Ильинский (род. 1952).
- Внуки — Игорь и Антон.
- Правнучка — Александра.

## Признание и награды
- 26.10.1949 — Заслуженная артистка РСФСР[6][7]
- 19.01.1972 — Народная артистка РСФСР[8]
- 22.11.1999 — Орден Почёта — за заслуги перед государством, большой вклад в укрепление дружбы и сотрудничества между народами, многолетнюю плодотворную деятельность в области культуры и искусства[9]
- 02.02.2004 — Орден «За заслуги перед Отечеством» IV степени — за большой вклад в развитие отечественного искусства[10]

## Творчество

### Роли в театре

#### Малый театр
- 1945 — «Двенадцатая ночь» Шекспира — Виола Себастьян
- 1945 — «Сотворение мира» Н. Ф. Погодина — Симочка
- 1946 — «Новеллы Маргариты Наварской» Э. Скриба и Э. Легуве — Инфанта Изабелла
- 1947 — «Русский вопрос» К. Симонова — Джесси
- 1948 — «Пигмалион» Б. Шоу — Элиза Дулитл
- 1948 — «Минувшие годы» Н. Ф. Погодина — Катя
- 1949 — «Коварство и любовь» Шиллера — Луиза
- 1949 — «Рюи Блаз» В. Гюго — Королева
- 1949 — «Молодость» Л. Г. Зорина — Лера
- 1950 — «Снегурочка» А. Н. Островского — Снегурочка
- 1951 — «Горе от ума» А. С. Грибоедова — Наталья Дмитриевна
- 1951 — «Волки и овцы» А. Н. Островского — Глафира
- 1953 — «Когда ломаются копья» Н. Ф. Погодина — Раиса
- 1953 — «Эмилия Галотти» Г. Лессинга — Эмилия
- 1955 — «Стакан воды» Э. Скриба — Королева Анна
- 1958 — «Крылья» А. Корнейчука — Татьяна Свиридова
- 1958 — «Ярмарка тщеславия» У. Теккерея — Бекки Шарп
- 1960 — «Любовь Яровая» К. А. Тренёва — Панова
- 1961 — «Веер леди Уиндермир» О. Уайльда — Миссис Эрлин
- 1963 — «Госпожа Бовари» Г. Флобера — Эмма Бовари
- 1966 — «Стакан воды» Э. Скриба — Королева Анна
- 1966 — «Ревизор» Н. В. Гоголя — Анна Андреевна
- 1970 — «Человек и глобус» В. Лаврентьева — Бармина
- 1971 — «Свадьба Кречинского» А. В. Сухово-Кобылина — Атуева
- 1974 — «Лес» А. Н. Островского — Гурмыжская
- 1975 — «Золотые костры» И. Штока — Милочка
- 1978 — «Возвращение на круги своя» Иона Друцэ — Софья Андреевна Толстая
- 1982 — «Вишнёвый сад» А. П. Чехова. Режиссёр: Игорь Ильинский — Раневская
- 1984 — «На всякого мудреца довольно простоты» А. Н. Островского — Мамаева
- 1986 — «Человек, который смеётся» В. Гюго — Анна, королева Англии
- 1993 — «Дядя Ваня» А. П. Чехова. Режиссёр: С. А. Соловьёв — Войницкая
- 1996 — «Волки и овцы» А. Н. Островского Режиссёр: Виталий Иванов — Анфуса Тихоновна
- 2000 — «Горе от ума» А. С. Грибоедова. Режиссёр: Сергей Женовач — Графиня Хрюмина

### Фильмография
- 1948 — Страницы жизни — Нина Ермакова
- 1952 — Волки и овцы — Евлампия Николаевна Купавина
- 1952 — Горе от ума — Наталья Дмитриевна Горич
- 1957 — Стакан воды — королева Анна
- 1975 — Лес — Гурмыжская
- 1975 — Свадьба Кречинского — Атуева Анна Антоновна
- 1979 — Возвращение на круги своя — Софья Андреевна Толстая
- 1983 — Вишнёвый сад — Любовь Андреевна Раневская